# (5816) Potsdam
(5816) Potsdam es un asteroide perteneciente al cinturón de asteroides, región del sistema solar que se encuentra entre las órbitas de Marte y Júpiter, más concretamente a la familia de Eos, descubierto el 11 de enero de 1989 por Freimut Börngen desde el Observatorio Karl Schwarzschild, en Tautenburg, Alemania.

## Designación y nombre
Designado provisionalmente como 1989 AO6. Fue nombrado Potsdam en homenaje a la capital del estado alemán de Brandeburgo. Además de Belin, Potsdam fue la residencia de los Electores Brendenburgianos y los reyes Prusianos (Federico II el Grande, Federico Guillermo I). Allí se encuentran varios castillos famosos, como Sanssouci y el Palacio Nuevo. Después de la Segunda Guerra Mundial, la Conferencia de Potsdam tuvo lugar en el Palacio Cecilienhof. El Observatorio Astrophysikalisches Potsdam, dedicado a la introducción y desarrollo de nuevos métodos de investigación en astrofísica, fue fundado en 1874 en el Telegrafenberg. La conocida Torre Einstein para estudios solares fue erigida por el arquitecto Erich Mendelsohn en 1922. Este asteroide lleva el nombre con motivo de la reunión de 1994 de la Astronomische Gesellschaft en Potsdam.

## Características orbitales
Potsdam está situado a una distancia media del Sol de 3,056 ua, pudiendo alejarse hasta 3,329 ua y acercarse hasta 2,784 ua. Su excentricidad es 0,089 y la inclinación orbital 8,576 grados. Emplea 1952,01 días en completar una órbita alrededor del Sol.

## Características físicas
La magnitud absoluta de Potsdam es 12,6. Tiene 9,784 km de diámetro y su albedo se estima en 0,385. 